# Higonokami

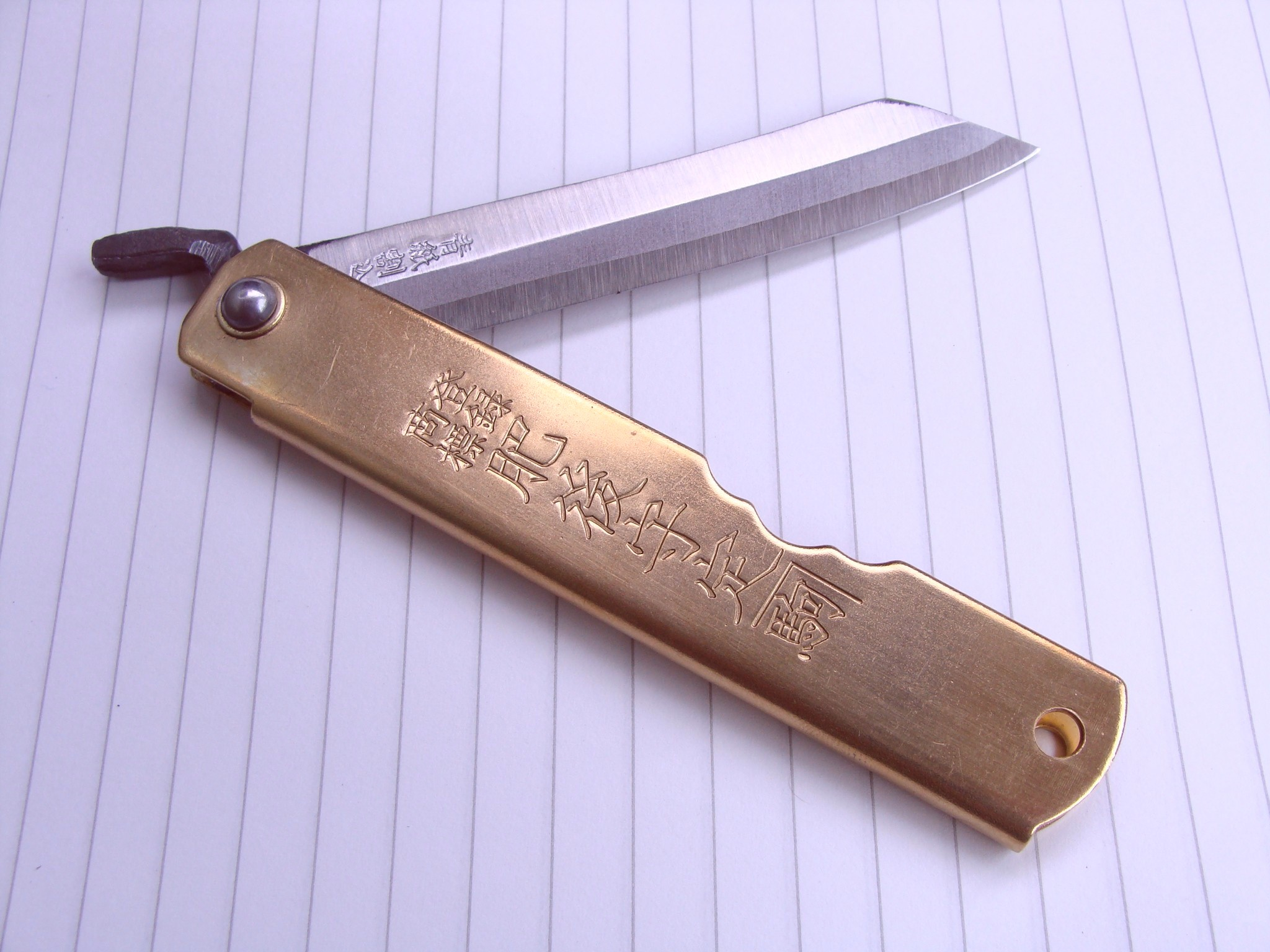
Un higonokami.

L'higonokami (肥後守, higo no kami) est un couteau pliant japonais à un clou dont la lame est maintenue en position ouverte par une lentille (chikiri en japonais) qui s'appuie sur un manche constitué généralement d'une feuille métallique pliée à la manière d'un rasoir. La lame est maintenue ouverte par friction et par la pression sur la lentille.

## Origine
L'higonokami est originaire de Miki, dans la préfecture de Hyōgo, où il est créé en 1896 par des forgerons à la recherche d'un substitut commercial aux sabres des samouraïs dont le port devient interdit en 1876 à la suite des réformes engagées par l'empereur Meiji.
Higonokami fait référence soit au seigneur d'Higo, une ancienne province japonaise sur l'île de Kyūshū, soit à un titre honorifique porté par un samouraï.

## Description
La lame, malgré la simplicité de sa forme, est en général de bonne qualité et est constituée de plusieurs feuilles d'acier, assurant la dureté de son tranchant.
La feuille d'acier repliée qui forme le manche comporte généralement le nom de l'artisan qui a fabriqué le couteau ainsi que la qualité de l'acier utilisé.
Sur le principe d'un manche fait d'une feuille d'acier repliée, l'higonokami est à rapprocher du douk-douk (dont la lame n'a aucun maintien en position ouverte) et du Mercator K55K (dont la lame se verrouille en position ouverte), mais la forme de lame de chacun est différente.

## Utilisation
Le couteau est destiné à tous les menus travaux domestiques. Jusqu'au début des années 1960, il est présent dans la trousse des écoliers japonais comme taille-crayon et est utilisé pour divers travaux d'artisanat telle la sculpture sur bambous.
À la suite de la tentative d'assassinat du premier ministre Nobusuke Kishi en juin et à l'Assassinat d'Inejirō Asanuma en octobre 1960, une législation plus restrictive est passée en 1961 qui limite l'usage des couteaux. Elle est amendée de façon encore plus stricte en 2008, interdisant le port de couteaux avec une lame de 6 centimètres et plus dans l'espace public, à la suite du massacre d'Akihabara.